# Белкообразные
Белкообразные (лат. Sciuromorpha) — подотряд грызунов (Rodentia). Ранее к нему относили самые разные группы. По традиционной систематике, принадлежность к белкообразным зависела от формы инфраорбитального канала. Руководствуясь морфологическими и молекулярно-генетическими аспектами, Карлтон и Муссер (2005) определили подотряды грызунов по-новому. К белкообразным они отнесли следующие семейства:
- аплодонтовые (Aplodontiidae)
- беличьи (Sciuridae), в том числе белки (Sciurus) и сурки (Marmota)
- соневые (Gliridae)

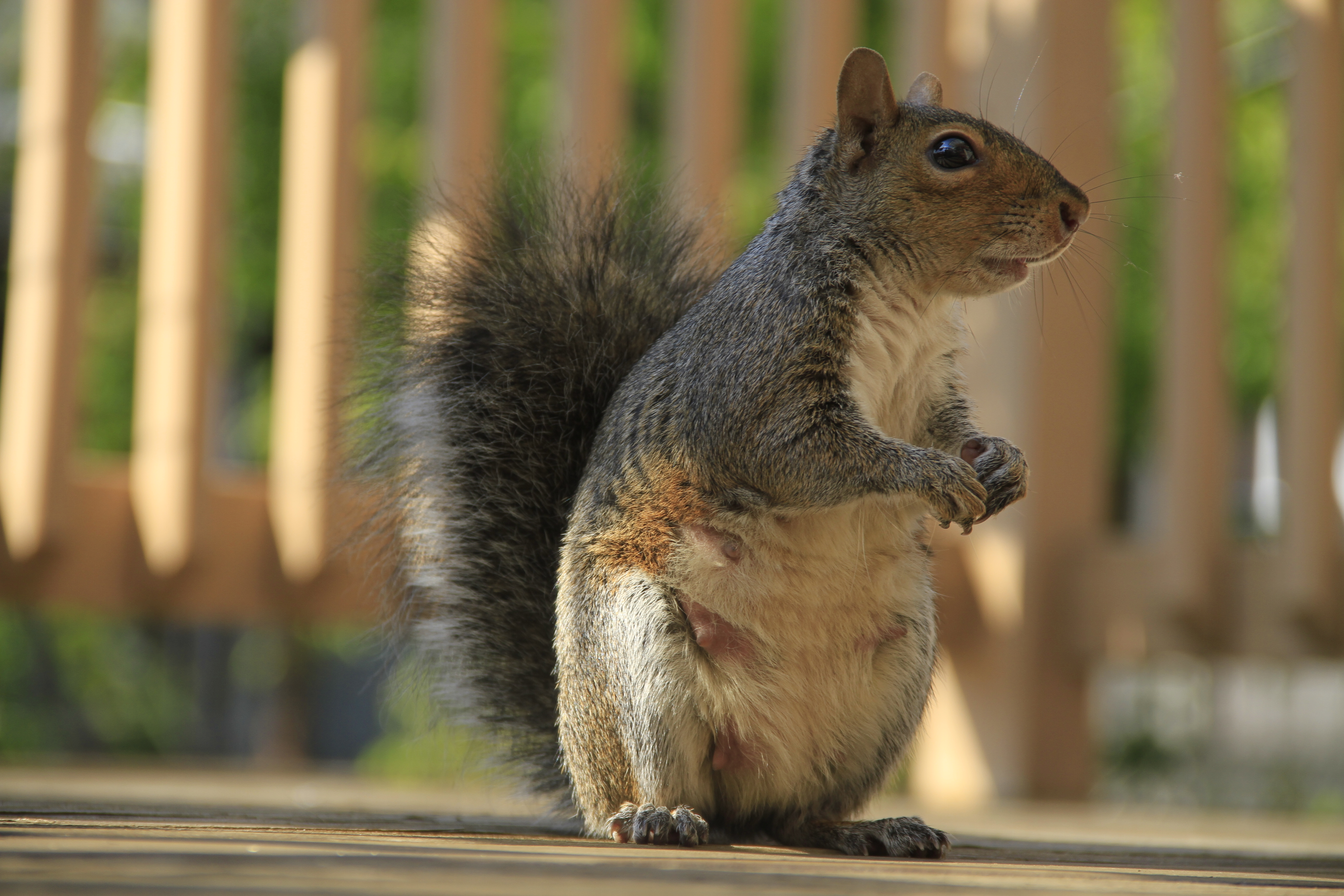
Каролинская белка

Определение семейства соневых в этот таксон стало сюрпризом, так как из-за своей внешности, напоминающей мышей, соневые как правило причислялись к подотряду мышеобразных (Myomorpha).
В некоторых систематиках в качестве представителей подотряда белкообразных можно найти и семейство бобровых, иногда также гоферовых и мешотчатопрыгуновых. Однако эти животные сегодня выделены в отдельный инфраотряд боброобразных (Castorimorphi). Более старые труды относят к белкообразным шипохвостых, гребнепалых и долгоногов. Часто белкообразные называются в качестве одной из наиболее древних и исконных групп грызунов.